# Europese kampioenschappen badminton 1972
De 3e editie van het Europees kampioenschap badminton werd georganiseerd door de Zweedse stad Karlskrona. Het toernooi duurde 3 dagen, van 14 april 1972 tot en met 16 april 1972.

## Medaillewinnaars
| Onderdeel      | 1e plaats                  | 2e plaats                           | 3e plaats                       |
| -------------- | -------------------------- | ----------------------------------- | ------------------------------- |
| Mannen enkel   | Wolfgang Bochow            | Klaus Kaagaard                      | Ray Stevens                     |
| Mannen enkel   | Wolfgang Bochow            | Klaus Kaagaard                      | Flemming Delfs                  |
| Vrouwen enkel  | Margaret Beck              | Gillian Gilks                       | Eva Twedberg                    |
| Vrouwen enkel  | Margaret Beck              | Gillian Gilks                       | Joke van Beusekom               |
| Mannen dubbel  | Willi Braun Roland Maywald | Derek Talbot Elliot Stuart          | Elo Hansen Erland Kops          |
| Mannen dubbel  | Willi Braun Roland Maywald | Derek Talbot Elliot Stuart          | Wolfgang Bochow Gerhard Kucki   |
| Vrouwen dubbel | Gillian Gilks Judy Hashman | Margaret Beck Julie Rickard         | Pernille Kaagaard Anne Flindt   |
| Vrouwen dubbel | Gillian Gilks Judy Hashman | Margaret Beck Julie Rickard         | Annie Bøg Jørgensen Lene Køppen |
| Gemengd dubbel | Derek Talbot Gillian Gilks | Wolfgang Bochow Marieluise Wackerow | Gert Perneklo Eva Twedberg      |
| Gemengd dubbel | Derek Talbot Gillian Gilks | Wolfgang Bochow Marieluise Wackerow | Roland Maywald Brigitte Steden  |
| Teams          | Engeland                   | Denemarken                          | West-Duitsland                  |

## Medaillespiegel
| Plaats | Land           | Goud | Zilver | Brons | Totaal |
| 1      | Engeland       | 4    | 3      | 1     | 8      |
| 2      | West-Duitsland | 2    | 1      | 3     | 6      |
| 3      | Denemarken     | 0    | 2      | 4     | 6      |
| 4      | Zweden         | 0    | 0      | 2     | 2      |
| 5      | Nederland      | 0    | 0      | 1     | 1      |
| Totaal | Totaal         | 6    | 6      | 11    | 23     |